# Лакатани, Сани
Сани Элиа Лагигиетама Лакатани (англ. Sani Elia Lagigietama Lakatani; род. в 1936 году) — ниуэанский политик. Бывший сержант новозеландской армии.
В 1999 году был избран премьером Ниуэ, заменив на этом посту Фрэнка Луи, ушедшего из политики. При избрании заявил амбициозную программу по развитию туризма на острове и изучению возможностей прокладывания новых авиалиний. Однако объявленной новозеландской метрополией предстоящее значительное сокращение ассигнований на поддержку острова поставило кабинет Лакатани под угрозу: затяжной правительственный кризис привёл к неоднократному голосованию парламента страны по вотуму недоверия, причём голоса депутатов разделялись в точности поровну. На этом фоне на Ниуэ и его правительство сыпались обвинения в отмывании денег, а затяжная забастовка учителей парализовала образовательную систему острова. В 2001 году против Ниуэ были введены санкции США в связи с непрозрачностью финансовых потоков. К апрелю 2002 года правительство Лакатани выполнило требования США, и санкции были сняты. Однако на выборах 20 апреля 2002 года Лакатани не был поддержан и уступил пост премьера своему бывшему заместителю Вивиану Янгу, также представлявшему Народную партию Ниуэ. Некоторое время работал в правительстве Янга в должности вице-премьера.